# WSV (Apeldoorn)
WSV is een omnisportvereniging uit Apeldoorn, opgericht in 1919.
Tot het betrekken van de huidige accommodatie De Voorwaarts in 2004 was het "oude", gelijknamige sportcomplex het thuishonk. Dit was in de jaren tachtig gebouwd als vervanger van een complex aan de Auroralaan in Apeldoorn. In de beginjaren was WSV een "echte" voetbalvereniging, maar na loop van tijd werden de afdelingen volleybal en badminton toegevoegd. Na het betrekken van het huidige complex kwam daar, door fusie tussen WSV en BCA, de afdeling basketbal bij, evenals een nieuwe sport, Dynamictennis. De club heeft een samenwerkingsverband met SBV Vitesse.

## Accommodatie
Het complex is gebouwd in 2004 met behulp van de gemeente Apeldoorn, die op de plek van het oude complex het Omnisportcentrum liet bouwen. Het huidige complex beschikt over drie kunstgrasvelden, een natuurgrasveld, een beachvolleybalveld en een sporthal van 30 bij 47 meter. In het hoofdgebouw bevinden zich 14 kleedkamers, 2 vergaderzalen, de kantine en een doorgang naar de sporthal, waar onder andere basketbal, volleybal en badminton worden gespeeld.

## Afdeling Basketbal
WSV Apeldoorn heeft een afdeling basketbal voor mannen, vrouwen, kinderen en voor spelers in een rolstoel.
Het team voor de kleinste kinderen is U-10 (onder de 10 jaar). Verder zijn er teams voor U-12, U-13 (3x3, uitsluitend mannen), U-14, U-16, U-18, en U-22 (uitsluitend mannen). Daarboven speelt men bij de mannen of vrouwen.

## Afdeling Voetbal

### Standaardelftal
Na drie promoties op rij speelde WSV vanaf het seizoen 2005/06 vier seizoenen lang in de hoogste amateurklasse, destijds de Hoofdklasse. In 2008/09 degradeerde de club naar de Eerste klasse zondag. Na twee seizoenen werd gedegradeerd naar de Tweede klasse.
Behaalde kampioenschappen
1926/27 zondag 4C
1933/34 zondag 3B
1941/42 zondag 4C
1949/50 zondag 3C
1958/59 zondag 4D
1960/61 zondag 4D
1990/91 zondag 4G
1992/93 zondag 3B
2003/04 zondag 2I
2004/05 zondag 1E
Behaalde resultaten in de Hoofdklasse
2005/06 3e
2006/07 3e
2007/08 11e
2008/09 13e

### Bekende (ex-)voetballers/trainers
Veldvoetbal
- Steven Berghuis
- Abe Lenstra
- Rihairo Meulens
- Demy de Zeeuw
- Jamarro Diks

Futsal
- Yassin Erdal, Turks international
- Dick Hulshorst , Nederlands international
- Samir Makhouki, Nederlands international
- Joey Ngarigota, Nederlands international
- Cihan Ozcan, Turks international

### Competitieresultaten 1926–heden
| 4 B |

| 1 C |

| 3 B |

| 2 B |

| 2 B |

| 2 B |

| 6 B |

| 5 C |

| 1 B |

| 3 B |

| 5 C |

| 5 B |

| 10 B |

| 3 ? |

| 6 F |

| 6 C |

| 1 C |

| 5 E |

| 7 E |

|  |

| 10 G |

| 9 E |

| 7 E |

| 3 D |

| 1 C |

| 6 B |

| 8 B |

| 6 B |

| 12 B |

| 6 D |

| 7 D |

| 5 D |

| 4 D |

| 1 D |

| 3 D |

| 1 D |

| 5 B |

| 8 B |

| 9 B |

| 8 B |

| 9 B |

| 8 B |

| 5 B |

| 2 B |

| 5 B |

| 4 B |

| 10 B |

| 11 B |

| 13 B |

| 8 G |

| 9 G |

| 11 G |

| 10 G |

| 10 G |

| 10 G |

| 10 G |

| 5 G |

| 4 G |

| 8 G |

| 4 G |

| 4 G |

| 6 G |

| 2 G |

| 8 G |

| 3 G |

| 1 G |

| 8 B |

| 1 B |

| 2 B |

| 5 D |

| 7 D |

| 9 E |

| 12 E |

| 9 I |

| 12 J |

| 9 B |

| 2 B |

| 1 B |

| 1 I |

| 1 E |

| 3 C |

| 3 C |

| 11 C |

| 13 C |

| 7 E |

| 14 E |

| 4 J |

| 9 I |

| 2 I |

| 2 J |

| 13 E |

| 3 J |

| 4 J |

| 10 J |

| -- J |

| -- I |

| 1 I |

| 8 D |

| G |

2003: de beslissingswedstrijd om het klassekampioenschap in zondag 3B werd verloren van SV Vaassen
| Hoofdklasse | Eerste klasse | Tweede klasse | Derde klasse | Vierde klasse | Noodcompetitie |

In elke staaf van de grafiek staat van boven naar beneden vermeld: 
- Eindnotering

Dit is de positie die de club heeft bereikt in de competitie, zonder eventuele beslissings-, play-off- of nacompetitiewedstrijden die nodig zijn geweest om bijvoorbeeld de kampioen van de competitie te bepalen.
Indien een * achter het getal staat is de notering een tussenstand en kan het zijn dat de notering niet overeenkomt met de uiteindelijke eindstand van de competitie.
Staat er een - dan is het seizoen nog bezig en is er geen definitieve uitslag bekend.
Staat er xx op de positie van de notering, dan heeft de club vroegtijdig de competitie verlaten. Dit kan onder andere komen door terugtrekking van het team, faillissement van de club of door een uitgedeelde straf van de KNVB. In veel gevallen staat elders in het artikel de reden vermeld.
Staat er een ? dan is het resultaat uit het verleden onbekend, en is alleen de competitie of het niveau bekend van dat seizoen.
In de seizoenen 2019/20 en 2020/21 werd wegens de coronacrisis het amateurvoetbal afgebroken. Daardoor kennen deze staven geen eindklassering (middels -- weergegeven).
- Competitieniveau en afdelingsletter of Officiële eindstand Eredivisie
  - Competitieniveau en afdelingsletter

Hierbij geeft het getal het niveau weer, dat ook terug te vinden is in de legenda. De letter is de afdelingsaanduiding en wordt gebruikt wanneer er meer afdelingen zijn op hetzelfde niveau. De afdelingsletter is altijd een hoofdletter en wordt meestal zonder nummer gebruikt.
Voorbeeld: 2F is niveau 2e klasse competitie F.
Het competitieniveau en nummer wordt niet vermeld wanneer er slechts één competitie van dit niveau was.
  - Officiële eindstand Eredivisie (getal staat tussen haakjes vermeld)

Sinds de introductie van play-offwedstrijden voor Europees voetbal na afloop van de reguliere competitie in 2005/06, is de KNVB verplicht een eindstand van de Eredivisie door te geven aan de UEFA aan de hand van deze play-offwedstrijden.
Bij deze eindstand staan clubs die zich hebben gekwalificeerd voor Europees voetbal hoger dan clubs die zich niet wisten te kwalificeren. Indien er geen verschil was tussen de eindnotering en de officiële eindstand, staat dit getal niet vermeld.

- Onderafdeling

Hier staat afgekort de naam van de onderafdeling indien de club in dat jaar in een onderafdeling uitkwam. Tevens staat deze afkorting in de legenda en wordt gelinkt naar het artikel over deze onderafdeling. Deze afkorting wordt alleen vermeld wanneer de club in het verleden in verschillende onderafdelingen heeft gespeeld. Deze vermelding is in de staaf altijd in kleine letters. Deze onderafdelingen zijn na het seizoen 1995/96 afgeschaft. Heeft de club in slechts één onderafdeling gespeeld, dan is dit alleen terug te vinden in de legenda.
Onder de staaf staat het jaartal vermeld waarin het seizoen is afgesloten. 15 verwijst naar het seizoen 2014/15 of eventueel het seizoen 1914/15.
Wanneer een staaf leeg is, zijn deze gegevens niet bekend. Het kan ook zijn dat de club dat seizoen niet heeft meegespeeld op het hogere amateurniveau, vroegtijdig de competitie heeft verlaten of uit de competitie is gezet.

In het seizoen 1944/45 was er wegens de Tweede Wereldoorlog geen regulier competitievoetbal.
AGOVV · UVV Albatross · Alexandria · CSV Apeldoorn · ASV Apeldoornse Boys · VV Beekbergen · AVV Columbia · ASV Groen Wit '62 · SC Klarenbeek · VV Loenermark (Loenen) · SV Orderbos · SV Prins Bernhard (Uddel) · Robur et Velocitas · VV TKA · Victoria Boys · SV V en L De Vecht · WSV · WWNA · ZVV '56

Voormalige clubs: A.V.C. · SV Beatrix (Hoenderloo)